# Cuterebra
Cuterebra is een vliegengeslacht uit de familie van de horzels (Oestridae).

## Soorten
- C. aldrichi Austen, 1933
- C. americana (Fabricius, 1775)
- C. angustifrons Dalmat, 1942
- C. approximata Walker, 1866
- C. beameri Hall, 1943
- C. buccatus (Fabricius, 1776)
- C. cuniculi (Clark, 1797)
- C. cyanella Jones, 1906
- C. emasculator Fitch, 1856
- C. enderleini Bau, 1929
- C. fasciata Swenk, 1905
- C. fontinella Clark, 1827
- C. grisea Coquillett, 1904
- C. horripilum Clark, 1815
- C. jellisoni Curran, 1942
- C. latifrons Coquillett, 1898
- C. lepivora Coquillett, 1898
- C. nitida Coquillett, 1898

- C. peromysci Dalmat, 1942
- C. princeps (Austen, 1895)
- C. ruficrus (Austen, 1933)
- C. similis Johnson, 1903
- C. sterilator Lugger, 1897
- C. subbuccata Bau, 1929
- C. tenebrosa Coquillett, 1898
- C. thomomuris Jellison, 1949